# Piedras de Torres
Las Piedras de Torres o Farallón de Torres (llamada en inglés: Zealandia Bank o Banco de Zelandia) es el nombre dado a dos pináculos rocosos y un volcán submarino que se elevan en el lugar, en la cadena de Islas Marianas del Norte situados a 11 millas al noreste de la isla de Sarigan. Estos dos pináculos están a 1/2 milla de distancia el uno del otro, uno llega a más de un metro sobre el nivel del mar durante la marea baja. Debido a su pequeño tamaño, El Banco no es a menudo representado en los mapas de las Islas Marianas del Norte.
El banco fue nombrado Zealandia en 1858 debido a un barco británico del mismo nombre.